# ژولین فوبر
ژولین فوبر (فرانسوی: Julien Faubert‎؛ زادهٔ ۱ اوت ۱۹۸۳) بازیکن سابق فوتبال اهل فرانسه است.
از باشگاه‌هایی که در آن بازی کرده‌است می‌توان به باشگاه فوتبال کن، باشگاه فوتبال رئال مادرید، باشگاه فوتبال وستهام یونایتد، باشگاه فوتبال اورتون، باشگاه فوتبال الازیغ‌اسپور، باشگاه فوتبال بوردو، و باشگاه فوتبال بوردو، و باشگاه فوتبال سنت جانستون اشاره کرد.
وی همچنین در تیم‌های ملی فوتبال زیر ۲۱ سال فرانسه فرانسه مارتینیک بازی کرده‌است.